# Green Mountain (pomme de terre)
Pour les articles homonymes, voir Green Mountain et Montagne Verte (homonymie).
La Green Mountain ou Montagne verte est une variété ancienne de pomme de terre originaire du nord-est des États-Unis. Cette pomme de terre, créée en 1878, est restée très populaire dans l'Est des États-Unis pendant une cinquantaine d'années, avant d'être supplantée par des variétés plus modernes du type Russet. Au début du XXe siècle, elle occupait 90 % des surfaces cultivées en pommes de terre au Québec. Elle figure parmi les pommes de terre répertoriées par l'Arche du goût (fondation Slow Food) pour assurer leur promotion et les sauver de l'extinction.
Le nom « Green Mountain » se réfère à la chaîne des « Montagnes Vertes ».

## Description
C'est une plante relativement haute, au port étalé et aux grandes fleurs blanches.
Les tubercules ont une forme arrondie, oblongue, légèrement aplatie, longue de 2 à 3 pouces (5,1 à 7,6 cm). La peau est de couleur beige clair et la chair blanche. Les yeux sont moyennement enfoncés.

## Origine génétique
La variété 'Green Mountain' est issue du croisement 'Dunmore' × 'Excelsior' réalisé à Charlotte (Vermont) en 1878 par Orson H. Alexander, chercheur de l'université du Vermont.
On trouve dans son ascendance la variété 'Early Rose', elle-même issue de 'Rough Purple Chili', variété sud-américaine qui avait été introduite aux États-Unis au milieu du XIXe siècle pour « régénérer » les variétés anciennes.